# Benny Berg
Pour les articles homonymes, voir Berg.
Bernard Berg dit Benny Berg, né le 14 septembre 1931 à Dudelange (Luxembourg) et mort le 21 février 2019, est un syndicaliste et homme politique luxembourgeois, vice-président du Parti ouvrier socialiste luxembourgeois (LSAP) de 1980 à 1985.